# Indocalamus confertus
Indocalamus confertus är en gräsart som beskrevs av Cheng Hua Hu. Indocalamus confertus ingår i släktet Indocalamus och familjen gräs. Inga underarter finns listade i Catalogue of Life.